# Béla Kun
Béla Kun (nascido Béla Kohn em, 20 de fevereiro de 1886, em Szilágycseh, atual Cehu Silvaniei, Transilvânia, Roménia — 29 de Agosto de 1938, na União Soviética) foi um político húngaro judeu que liderou uma revolução comunista no seu país e fundou a República Soviética Húngara, sendo seu líder de facto de março a agosto de 1919. Embora um bolchevique devoto que fugiu para a Rússia Soviética após ter sido deposto, acabou sendo morto por Josef Stalin durante o Grande Expurgo na década de 1930.